# Cécilia Attias
Cécilia María Sara Isabel Attias (geboortenaam Ciganer, later Ciganer-Albéniz) (Boulogne-Billancourt, 12 november 1957) is een voormalig Frans presidentsvrouw. Ze was de tweede echtgenote van de Franse president Nicolas Sarkozy. 

## Levensloop
Attias is de achterkleindochter van de Spaanse componist Isaac Albéniz. Ze ontmoette Nicolas Sarkozy in 1984 toen deze als burgemeester van Neuilly-sur-Seine haar huwelijk met televisiepresentator Jacques Martin voltrok. Ze trouwde in 1996 met Sarkozy. Samen kregen ze een zoon.  
Tijdens hun huwelijk werkte Attias als communicatieadviseur van haar man. Begin 2006 vertoonde Attias zich vaak in aanwezigheid van haar man die toen al het presidentschap ambieerde. Ze speelde een rol in zijn verkiezingscampagne, maar verscheen niet met hem op het stembureau. Ze was met haar gezin aanwezig op de officiële aanstelling van Sarkozy als president. 
Attias bracht in de zomer van 2007 een bezoek aan Libië om te proberen vijf Bulgaarse verpleegsters en een Palestijnse arts vrij te krijgen. Bij een staatsbezoek van de Franse president aan Libië later dat jaar was ze niet aanwezig. Ook tijdens een bezoek van Sarkozy aan de Amerikaanse president George W. Bush was Attias niet aanwezig. Op 18 oktober 2007 werd vanuit het presidentiële Élysée-paleis officieel bekendgemaakt dat Nicolas Sarkozy en Cécilia Ciganer-Albéniz die dag waren gescheiden.
Op 23 maart 2008 trad ze in het huwelijk met Richard Attias.

## Fonds Cécilia Attias voor vrouwen
In oktober 2008 stichtte Cécilia Attias het fonds Cécilia Attias pour les femmes. Het doel is de levensomstandigheden van vrouwen te verbeteren, vooral in de Derde Wereld en hen financieel, logistiek en strategisch te ondersteunen om nieuwe projecten te ontwikkelen.
Het fonds organiseerde in juni 2012, samen met het fonds Sylvia Bongo Ondimba, de Dialogue for Action Africa. Het was een forum dat werd gehouden in Libreville(Gabon) met als doel het lot van vrouwen in Afrika te verbeteren.

### Eigen werk
- (fr)  Une envie de vérité, Flammarion, 2013

### Biografieën
- (fr)  Entre le cœur et la raison, Valérie Domain, Éditions Fayard, 2006, ISBN 2213629080
- (fr)  La deuxième dame de France, Vanessa Schneider, Libération, 8 juli 2004[4]
- (fr)  Cécilia, la face cachée de l’ex-première dame, Denis Demonpion en Laurent Léger, Éditions Pygmalion, 2008, ISBN 2756401838
- (fr)  Jean-Daniel Lorieux, « Cécilia », dans : Confidences d’un voleur d’instants, Michel Lafon, 2008, pag. 17-37.
- (fr)  Cécilia : Portrait, Anna Bitton, Flammarion, 2008, ISBN 2081212889
- (fr) Ruptures, Michaël Darmon en Yves Derai, Éditions du Moment, 2008, ISBN 2354170246

- Bibliothèque nationale de France: cb15619125w (data)
- Gemeinsame Normdatei: 137550502
- International Standard Name Identifier: 0000 0000 7849 3619
- Library of Congress Control Number: nb2009024603
- Nationale Bibliotheek van Tsjechië: js20071214004
- Nationale Bibliotheek van Israël: 987007401242705171
- Système universitaire de documentation: 137188129
- Virtual International Authority File: 34779984
- WorldCat: E39PBJk93TK66RFBBfrhXfqxXd